# Euscelis singeri
Euscelis singeri är en insektsart som beskrevs av Wagner 1951. Euscelis singeri ingår i släktet Euscelis och familjen dvärgstritar. Inga underarter finns listade i Catalogue of Life.